# Yotuel Romero
Yotuel Omar Romero Manzanares (La Habana, 6 de octubre de 1976), más conocido como Yotuel, es un cantante, compositor, actor y modelo cubano. Desde 2019 reside en Miami, aunque también pasa temporadas en Madrid. 

## Carrera musical
Empezó su carrera con primer grupo Amenaza. A partir del mismo se creó el grupo de música urbana Orishas con el que sacó los álbumes A lo cubano (1999), Emigrante (2002), El Kilo (2005), Antidiótico (2007), Cosita Buena (2008) y Gourmet (2018). Consiguiendo el grupo algunas nominaciones y premios Grammy.
Su canción "Patria y Vida" lanzada en febrero de 2021 junto a Descemer Bueno, Gente de Zona, Luis Manuel Otero Alcántara, Maykel Osorbo y Funky. La canción se viralizó rápidamente en las redes sociales y fue criticada en los medios oficiales cubanos, pero el lema Patria y Vida,terminó siendo central en las Protestas en Cuba de 2021. En junio de 2021 la canción "Juntos somos más" junto a Lara Álvarez y Beatriz Luengo fue lanzada como himno para la selección española de fútbol en la Eurocopa 2020 pospuesta al verano de 2021 debido a la pandemia de COVID-19.

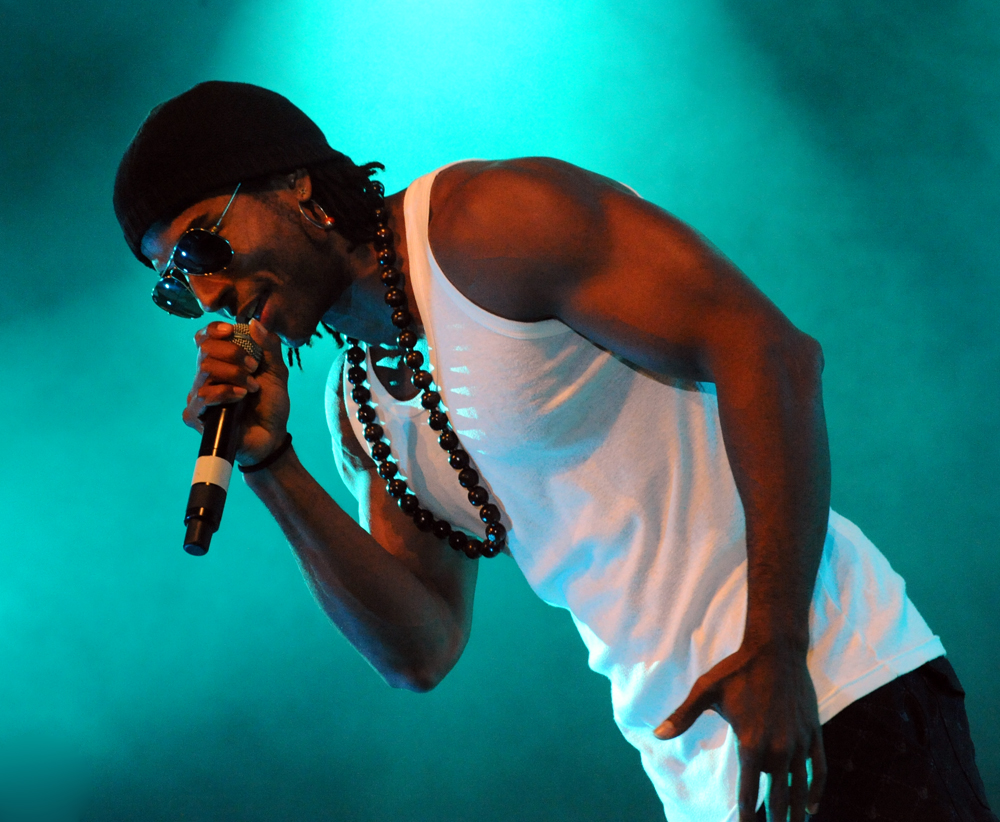
Romero en Varsovia en septiembre de 2009

En España es conocido por haber participado en la serie Un paso adelante.
Tiene un hijo, Yotuelito, de una relación anterior a la que mantiene con su actual pareja, la española Beatriz Luengo con la que se casó en 2008. Con Beatriz es padre de D'Angelo (2015) y Zoe (2021).